# Малюр-м'якохвіст рудолобий
Малюр-м'якохвіст рудолобий (Stipiturus malachurus) — вид горобцеподібних птахів з родини малюрових (Maluridae).

## Поширення
Ендемік Австралії. Поширений в узбережній зоні на південному заході та південному сході материка та в Тасманії. Мешкає у лісових та чагарникових районах.

## Опис
У самця верхня частина іржаво-коричнева з прожилками чорного кольору, верхівка голови червонувата, а крила сіро-коричневі. Він має блакитні горло, верхню частину грудей і брову. Хвіст удвічі довший за тіло і складається з шести ниткоподібних пір'їн, з яких два центральних пера довші за бічні. Дзьоб чорний, а ноги та очі коричневі. Самиця має темніші смуги на спині і не має синього оперення та червонуватої маківки, а її дзьоб коричневий з блідо-сірою основою.

## Підвиди
Таксон ділиться на 8 підвидів:
- S. m. malachurus (Shaw, 1798). Номінальний підвид. Трапляється вздовж східного узбережжя Квінсленда на південь через Новий Південний Уельс та Вікторію до гирла річки Мюррей на південному сході Південної Австралії.[4]
- S. m. littleri — (Mathews, 1912). Трапляється по всій Тасманії.[4]
- S. m. polionotum — (Schodde & Ian J. Mason, 1999) — в південно-центральній та південно-східній Австралії.
- S. m. intermedius — (Ashby, 1920) — хребет Маунт-Лофті.[4]
- S. m. halmaturinus — (Parsons, 1920) — на острові Кенгуру.[4]
- S. m. parimeda — (Schodde & Weatherly, 1981) — на південній околиці півострова Ейр.[4][5]
- S. m. westernensis — (Campbell, AJ, 1912) — на південному заході Західної Австралії.[4]
- S. m. hartogi — (Carter, 1916) — острів Дерк-Хартог.[4]